# 河合健司
河合 健司（かわい けんじ、1952年4月6日 - ）は、日本の裁判官、弁護士。前仙台高等裁判所長官。東京リベルテ法律事務所所属。

## 来歴
長野県出身。1976年に早稲田大学法学部を卒業し、翌年に司法試験合格。1980年、判事補に任官され、大阪地裁に配属される。その後、司法研修所刑事裁判教官、札幌高裁事務局長等を経て、2012年静岡地裁所長に就任。2013年、東京高裁刑事部部総括判事、2015年さいたま地裁所長を経て、2016年仙台高裁長官。2017年、定年退官。退官後に叙勲。